# Asiago Hockey 2013-2014
Questa pagina contiene i dati relativi alla stagione hockeystica 2013-2014 della società di hockey su ghiaccio Asiago Hockey 1935.

## Stagione

### Preseason
La stagione 2013/14, che è stato il cinquantesimo campionato disputato in serie A da parte dell'Asiago, si è aperta con gli stellati decisi a riconfermare la squadra dell'anno precedente: dati per partenti il difensore Rebek (che già l'anno prima era intenzionato ad appendere i pattini al chiodo) e il portiere Plante (sostituito dal giovane Marozzi, legato con un contratto quinquennale all'Asiago e che nella passata stagione era stato fatto giocare al Merano per maturare esperienza), l'Asiago mette sotto contratto il difensore ceco Adam Sedlak, già nel giro della nazionale under-20 e consigliato dall'ex Mario Simioni che lo aveva allenato in Danimarca, mentre abbandona la rosa Miglioranzi che passa in prestito al Bolzano (che gioca la EBEL). Per rimpolpare il roster vengono inoltre fatti debuttare alcuni giovani usciti dal vivaio (Pace, Rodeghiero) e viene acquistato il giovane Mattivi dal Pergine, farm-team dell'Asiago al quale tra l'altro era stato girato in prestito il promettente Magnabosco. (Il roster del Pergine in questa stagione, a parte due giocatori, corrispondeva di fatto all'under-20 dell'Asiago, che a sua volta costituiva quasi tutta la rosa della Nazionale U-20). Tra gli attaccanti invece, viste le ottime prestazioni di DiDomenico nella passata stagione, lo stesso veniva dato vicino a importanti squadre estere, svizzere e finlandesi in particolare (pronto a giocare in campionati ben più prestigiosi di quello italiano), motivo per cui l'Asiago decise di ingaggiare l'ex Pontebba Kevin DeVergilio in sostituzione di DiDomenico, (DeVergilio era stato il capocannoniere del torneo due stagioni prima). In rosa l'Asiago ha quindi i capocannonieri degli ultimi due campionati: Bentivoglio, (top scorer il campionato scorso), e per l'appunto DeVergilio. Tuttavia, all'ultimo momento DiDomenico decise di rimanere ad Asiago, con la squadra che in un primo momento pensò di girare quindi DeVergilio a qualche altra società, per non vedere gravato troppo il bilancio societario, ma che in seguito invece confermò (anche in vista del girone di Continental Cup) e poté così garantirsi due prime linee di assoluto spessore.

### Stagione regolare e Continental Cup

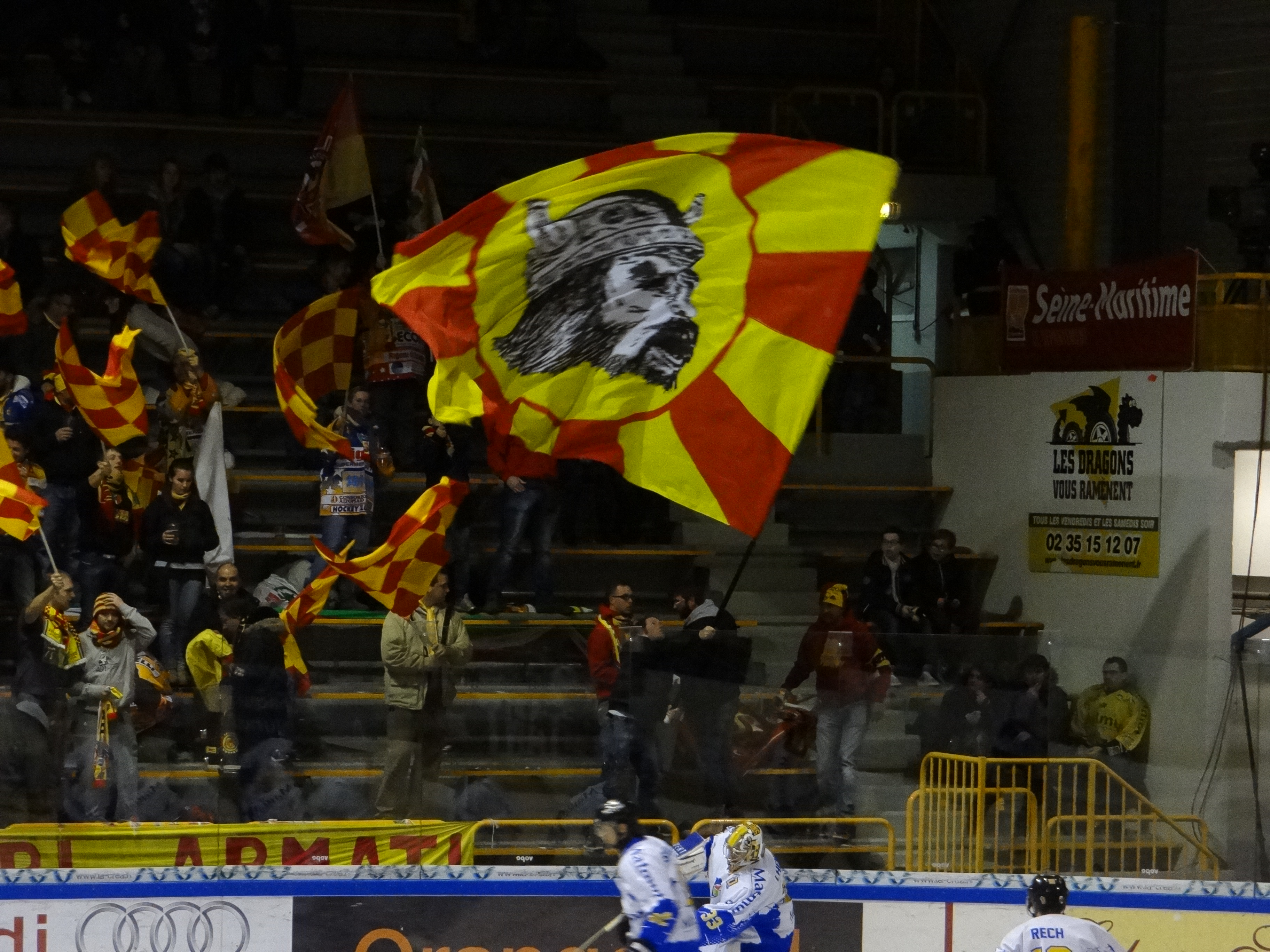
Tifosi dell'Asiago a Rouen durante una partita della SuperFinal di Continental Cup

In campionato già dopo alcune gare l'Asiago conquistò la vetta della classifica, che mantenne sino a gennaio (calcolando le numerose partite rinviate che gli stellati dovevano recuperare, tra le quali anche la partita da recuperare all'Agorà di Milano, sospesa con l'Asiago in vantaggio 4-1 a 30" dalla fine del secondo drittel per la mancanza di un plexiglas di ricambio - già l'anno precedente venne rinviato un Milano-Asiago per una buca causata sul ghiaccio da una maldestra manovra della rolba, costringendo l'Asiago, come quest'anno, a ritornare nel capoluogo lombardo per problemi relativi alla gestione del palazzetto milanese). A metà ottobre l'Asiago disputò (in casa) la sfida contro il Valpellice per la conquista della supercoppa italiana, sfida che si aggiudicò per 1-0 con gli ospiti che giocarono una partita molto più accorta del match giocato pochi giorni prima in campionato (vinto dall'Asiago con il risultato di 6-0). L'Asiago si qualificò inoltre per le semifinali di coppa Italia, grazie al posizionamento in classifica (che permise alla squadra dell'Altopiano di giocarsi l'accesso alla final four di Collalbo) e battendo poi 2-0 nella serie il Vipiteno. Durante la stagione venne invece tagliato il giovane Sedlak, al suo posto arrivò da oltre oceano Signoretti, difensore italo-canadese di esperienza. L'Asiago giocò poi a fine novembre la semifinale di Continental (in casa), cambiando tra l'altro divisa dato l'arrivo di un nuovo sponsor appositamente per questa manifestazione, dove superò prima i kazaki (imbottiti di stranieri, in particolar modo cechi e slovacchi) dello Yertis, ed in seguito superò abbastanza sorprendentemente (6-2) la formazione russa del Toros Neftekamsk, campioni in carica della VHL che solo l'anno prima dettero del filo da torcere al Bolzano che li batté soltanto all'overtime e grazie al determinante apporto del fuoriclasse Hjalmarsson (al Bolzano per il lockout in NHL e che in seguito vincerà la Stanley Cup). Nella terza gara infine, superò anche gli inglesi del Nottingham Panthers, garantendosi così la SuperFinal per la seconda volta nella propria storia. Da segnalare le ottime prestazioni del giovane portiere dell'Asiago, Vincenzo Marozzi, che nelle semifinali para con ben il 95.5% di media. Nella finale di Rouen l'Asiago incontrò, come due anni prima, i padroni di casa (qualificati di diritto in qualità di squadra ospitante) e gli ucraini del Donbass (da due anni però iscritti in KHL, il più prestigioso campionato hockeystico europeo) campioni uscenti della Continental Cup. La terza squadra fu invece quella norvegese degli Stavanger Oilers, vincitori del gruppo E disputatosi a Vojens, in Danimarca. Dopo la combattuta serie di partite di Continental tuttavia, l'Asiago perde per infortunio alcuni giocatori (in particolare out DeVergilio e Benetti per diversi giorni) e così la società vicentina decide di tornare sul mercato ingaggiando la giovane ala Marc Zanette, che raggiunge in squadra il fratello Paul. Subito dopo la semifinale di Continental, inframezzata da una partita di campionato in trasferta contro il Milano (che l'Asiago peraltro batte agevolmente nonostante le numerose defezioni e la squadra stanca), il team altopianese gioca a Collalbo le semifinali di coppa Italia ma viene eliminato dal ValPusteria (che a sua volta perderà la finale contro il Renon). A gennaio gioca quindi la SuperFinal (senza gli infortunati Tura -infortunatosi durante le Universiadi giocate in Trentino- e Ulmer, centro della prima linea, dolorante a un ginocchio): l'esordio è più che positivo, l'Asiago infatti travolge i padroni di casa del Rouen 6-0 (rendendo il risultato subito 2 anni prima); nella proibitiva seconda partita invece perde per 5-1 contro il Donbass, squadra che si presenta alla finale forte del terzo posto in classifica nella rispettiva conference di KHL, di fatto rappresentando quindi la terza squadra più forte d'Europa al momento (basti pensare tra l'altro, che il presidente del Donbass, Boris Kolesnikov, ex vice primo ministro ucraino, aveva dichiarato di aver messo sul piatto qualcosa come "ben oltre i 25 milioni di dollari investiti l'anno precedente" per allestire la squadra, cifra almeno 30 volte superiore a quella spesa dall'Asiago). Nella terza partita, contro i norvegesi dello Stavanger (candidati anch'essi ad entrare in KHL), l'Asiago ormai quasi certo di non poter vincere il trofeo gioca sottotono e molto indisciplinato (collezionando addirittura un totale di 53 minuti di penalità) e viene pesantemente sconfitto per 7-2. Il trofeo andrà proprio alla squadra norvegese, anche a causa di un poco volitivo Donbass che si lascia sfuggire il piatto d'argento nell'ultima partita, mentre l'Asiago si piazzerà terzo. 
Dopo la finale, in campionato l'Asiago, persa la testa della classifica, tentenna, a causa di numerosissimi infortuni (tra gli altri, Signoretti, Ulmer, Paul Zanette, Marchetti, Presti, Andrea Strazzabosco, Tura, Stevan): a questi si aggiunge, nel mese di febbraio, il "caso DiDomenico". Il giocatore infatti viene messo fuori rosa, in quanto interessato ad alcune offerte che arrivano dalla Svizzera e a metà mese si accasa con gli SCL Tigers, team della LNB svizzera. L'Asiago perde così il suo miglior giocatore, proprio poco prima dei playoff scudetto e con il mercato chiuso (nel mese di febbraio è possibile solamente rimpiazzare un transfer card perso). Poco dopo viene tuttavia acquistato dall'HDD Olimpija Ljubljana il possente terzino canadese Nick Ross (30ª scelta assoluta all'NHL Entry Draft 2007), che lascia la squadra slovena (iscritta in EBEL) anche per problemi finanziari della stessa.
Nel frattempo i giornali iniziarono a parlare sempre più frequentemente di un interesse da parte dell'Asiago ad iscriversi proprio nella EBEL (il massimo campionato austriaco, che vedeva già la presenza di squadre estere tra le quali il Bolzano, iscrittosi l'anno prima, e con appunto il Lubiana a rischio esclusione). Tra i team italiani infatti, l'Asiago era considerata la squadra con le maggiori credenziali per l'entrata nella Lega, caratterizzata da un'organizzazione e un livello molto maggiore rispetto al campionato italiano. Nel finale di regular season, nonostante una serie molto lunga di partite giocate ogni 2 giorni (contro i 4 degli avversari, a seguito dei numerosi match che l'Asiago doveva recuperare - oltre alla partita da recuperare a Milano a causa del problema allo stadio meneghino l'Asiago doveva recuperare le giornate saltate durante l'impegno europeo e due partite rinviate, una ad Asiago e una a Cortina, a causa delle abbondanti nevicate - ), gli stellati ottengono una serie di vittorie che consentono di consolidare il secondo posto finale, a 5 punti dal Ritten Sport capolista.

### Playoff
Si aprono quindi i playoff, che in questa stagione sono stati stravolti prevedendo una nuova formula. L'Asiago, secondo, affronta infatti nella prima fase la terza classificata, il Val Pusteria, nella serie giocata al meglio delle 5 gare. La vincente ha poi la possibilità di giocarsi la vittoria della coppa di Lega ed ha garantito l'accesso in semifinale, mentre la perdente accede al turno successivo. La prima partita vede una netta vittoria dell'Asiago, mentre in gara-2 ha la meglio il Val Pusteria, che però vince di misura solo grazie ad una rete segnata a 22" dal termine (dopo che i giallorossi avevano appena completato la rimonta col gol del 2-2). In gara-3 l'Asiago gioca poco convinto, e gli ospiti vincono facilmente (e dilagando): tuttavia, una brutta carica di Max Oberrauch fa accasciare al suolo il portiere dell'Asiago, Marozzi, a risultato già acquisito. Il portiere stellato viene trasportato fuori dal ghiaccio in barella e poi in ospedale, e per diversi giorni non potrà difendere la gabbia dell'Asiago. Dopo essere stato sostituito dal backup Gianfilippo Pavone, per gara-4 Parco decide di schierare il terzo portiere, Alessandro Tura che esordisce nei playoff subendo una sola rete e, sul risultato di 1-1, la sfida arriva all'overtime, giocato ad oltranza e della durata di 20 minuti (e non i soliti 5) in quanto si trattava della sfida decisiva nella serie. La partita termina poi con la vittoria del Val Pusteria, proprio grazie ad una rete di Oberrauch, che accede così alla finale della coppa di Lega mentre l'Asiago gioca la seconda fase contro il Vipiteno.
La semifinale contro il Vipiteno è piuttosto combattuta, nonostante il grosso divario in classifica. Gara-1 infatti viene messa in cassaforte dall'Asiago solo nel terzo drittel, mentre in gara-2 l'Asiago va sotto 2-0 ma negli ultimi 3 minuti e mezzo riesce a pareggiare ed in seguito a segnare la rete della sudden death dopo soli 3 minuti nell'overtime giocato ad oltranza. La serie, giocata al meglio delle 3 sfide, viene quindi così vinta dagli stellati che approdano in semifinale, dove per la sfidante deve aspettare il draft del Val Pusteria, che si è aggiudicato la coppa di Lega ai danni del Ritten Sport: poteva essere infatti Val Pusteria o Ritten Sport la squadra che avrebbe affrontato l'Asiago nella semifinale, con gli addetti ai lavori che prevedevano comunque un Val Pusteria deciso ad evitare l'Asiago. In seguito i brunicensi scelsero infatti l'altra semifinalista, il Cortina che aveva eliminato a sorpresa la quarta classificata, il Valpellice finalista con l'Asiago l'anno precedente. Fu quindi il Ritten Sport la squadra che doveva affrontare l'Asiago nella semifinale scudetto. La serie, tranne gara-1, fu molto combattuta, con le squadre che lottarono per la vittoria sino al 60°, ebbe tuttavia la meglio il Renon per 4 gare a 1, soprattutto grazie alle miracolose prestazioni del proprio goalie, mentre l'Asiago poté schierare il portiere titolare solo nelle ultime due gare, quando rientrò dall'infortunio. Alla finale approdò così il Renon, mentre l'Asiago si classificò terzo.

## Piazzamento
- Campionato: 3º posto
- Coppa Italia: Semifinalista
- Continental Cup: 3º posto
- Vince la Supercoppa Italiana (2º titolo).

## Roster
| #  | Naz.                   | Giocatore                | Data di Nascita | Luogo di Nascita | Altezza (cm) | Peso (kg) | Ruolo               | Stecca (Presa) |
| -- | ---------------------- | ------------------------ | --------------- | ---------------- | ------------ | --------- | ------------------- | -------------- |
| 1  | Canada (bandiera)      | Vincenzo Marozzi         | 03/04/1990      | Edmonton         | 183          | 79        | Portiere            | Sinistra       |
| 65 | Italia (bandiera)      | Alessandro Tura →        | 26/05/1991      | Asiago           | 181          | 76        | Portiere            | Sinistra       |
| 31 | Italia (bandiera)      | Gianfilippo Pavone       | 28/11/1988      | Asiago           | 172          | 90        | Portiere            | Sinistra       |
| 33 | Italia (bandiera)      | Francesco Dalla Palma    | 12/11/1994      | Trento           | 170          | 68        | Portiere            | ?              |
| 23 | Italia (bandiera)      | Stefano Marchetti        | 10/11/1986      | Trento           | 181          | 74        | Difensore           | Sinistra       |
| 4  | Canada-Italia          | Daniel Sullivan          | 26/04/1987      | Scarborough      | 181          | 85        | Difensore           | Sinistra       |
| 6  | Italia (bandiera)      | Luca Mattivi →           | 04/07/1995      | Trento           | 190          | 83        | Difensore           | Sinistra       |
| 96 | Italia (bandiera)      | Michele Strazzabosco (A) | 02/06/1976      | Asiago           | 193          | 98        | Difensore           | Sinistra       |
| 7  | Italia (bandiera)      | Andrea Strazzabosco →    | 07/10/1994      | Asiago           | 182          | 78        | Difensore           | Destra         |
| 17 | Italia (bandiera)      | Lorenzo Casetti          | 14/09/1993      | Trento           | 190          | 80        | Difensore           | Sinistra       |
| 8  | Italia (bandiera)      | Enrico Pesavento →       | 03/12/1993      | Asiago           | 184          | 88        | Difensore           | ?              |
| 61 | Rep. Ceca (bandiera)   | Adam Sedlák ↓            | 21/09/1991      | Ostrava          | 186          | 96        | Difensore           | Destra         |
| 27 | Canada-Italia          | André Signoretti ↑       | 16/01/1979      | Manotick         | 175          | 86        | Difensore           | Sinistra       |
| 81 | Canada (bandiera)      | Nick Ross ↑↑↑            | 10/02/1989      | Lethbridge       | 185          | 94        | Difensore           | Sinistra       |
| 89 | Canada (bandiera)      | Chris DiDomenico ↓↓      | 20/02/1989      | Woodbridge       | 180          | 83        | Centro/Ala destra   | Destra         |
| 18 | Canada (bandiera)      | Layne Ulmer              | 14/09/1980      | North Battleford | 186          | 95        | Centro              | Sinistra       |
| 19 | Canada-Italia          | Sean Bentivoglio         | 16/10/1985      | Thorold          | 180          | 84        | Centro/Ala sinistra | Sinistra       |
| 10 | Canada-Italia          | Dave Borrelli (C)        | 04/01/1981      | Sault Ste. Marie | 176          | 81        | Centro              | Sinistra       |
| 91 | Canada (bandiera)      | Paul Zanette             | 08/04/1988      | Nobleton         | 185          | 86        | Ala sinistra        | Sinistra       |
| 51 | Stati Uniti (bandiera) | Kevin DeVergilio         | 01/08/1986      | Sterling Heights | 183          | 84        | Centro              | Destra         |
| 61 | Canada (bandiera)      | Marc Zanette ↑↑          | 02/10/1990      | Nobleton         | 185          | 88        | Ala destra          | Destra         |
| 13 | Italia (bandiera)      | Luca Rigoni              | 01/01/1975      | Asiago           | 178          | 83        | Attaccante          | Sinistra       |
| 14 | Italia (bandiera)      | Matteo Tessari           | 30/07/1989      | Asiago           | 184          | 82        | Centro              | Sinistra       |
| 9  | Italia (bandiera)      | Nicola Tessari           | 10/11/1987      | Asiago           | 175          | 75        | Ala sinistra        | Sinistra       |
| 55 | Italia (bandiera)      | Federico Benetti (A)     | 08/06/1986      | Asiago           | 170          | 75        | Ala                 | Destra         |
| 11 | Italia (bandiera)      | Mirko Presti             | 29/09/1991      | Asiago           | 180          | 77        | Ala                 | Sinistra       |
| 16 | Italia (bandiera)      | Michele Stevan →         | 11/03/1993      | Asiago           | 181          | 79        | Ala                 | Sinistra       |
| 95 | Italia (bandiera)      | Marco Magnabosco →       | 12/08/1995      | Asiago           | 167          | 70        | Attaccante          | Destra         |
| 88 | Italia (bandiera)      | Fabrizio Pace →          | 11/10/1995      | Torino           | 175          | 72        | Attaccante          | Sinistra       |
| 15 | Italia (bandiera)      | Davide Rodeghiero →      | 19/07/1994      | Asiago           |              |           | Attaccante          | ?              |

↓ Fino al 06/11/2013

↓↓ Fino al 12/02/2014

↑ Dal 06/11/2013

↑↑ Dal 27/11/2013

↑↑↑ Dal 17/02/2014
→ parte della stagione in prestito al farm team Pergine

### Organigramma societario
Area direttiva
- Presidente: Enrico Vescovi
- General Manager: Renato Tessari
- Segreteria: Bruno Stella
- Ufficio stampa: Massimo Rigoni

Staff tecnico
- Capo allenatore: John Parco
- Assistenti allenatore: Franco Vellar
- Allenatore portieri: Jimmy Canei
- Team Leader: Antonio Rigoni

Area sanitaria
- Medico: Gaetano Scuderi
- Medico: Giovanni Costacurta
- Preparatore: Raffaele Tendi
- Massaggiatore: Tiziano Vellar

Area organizzativa
- Attrezzista: Francesco Covolo